# 佐敦（渡華路）巴士總站

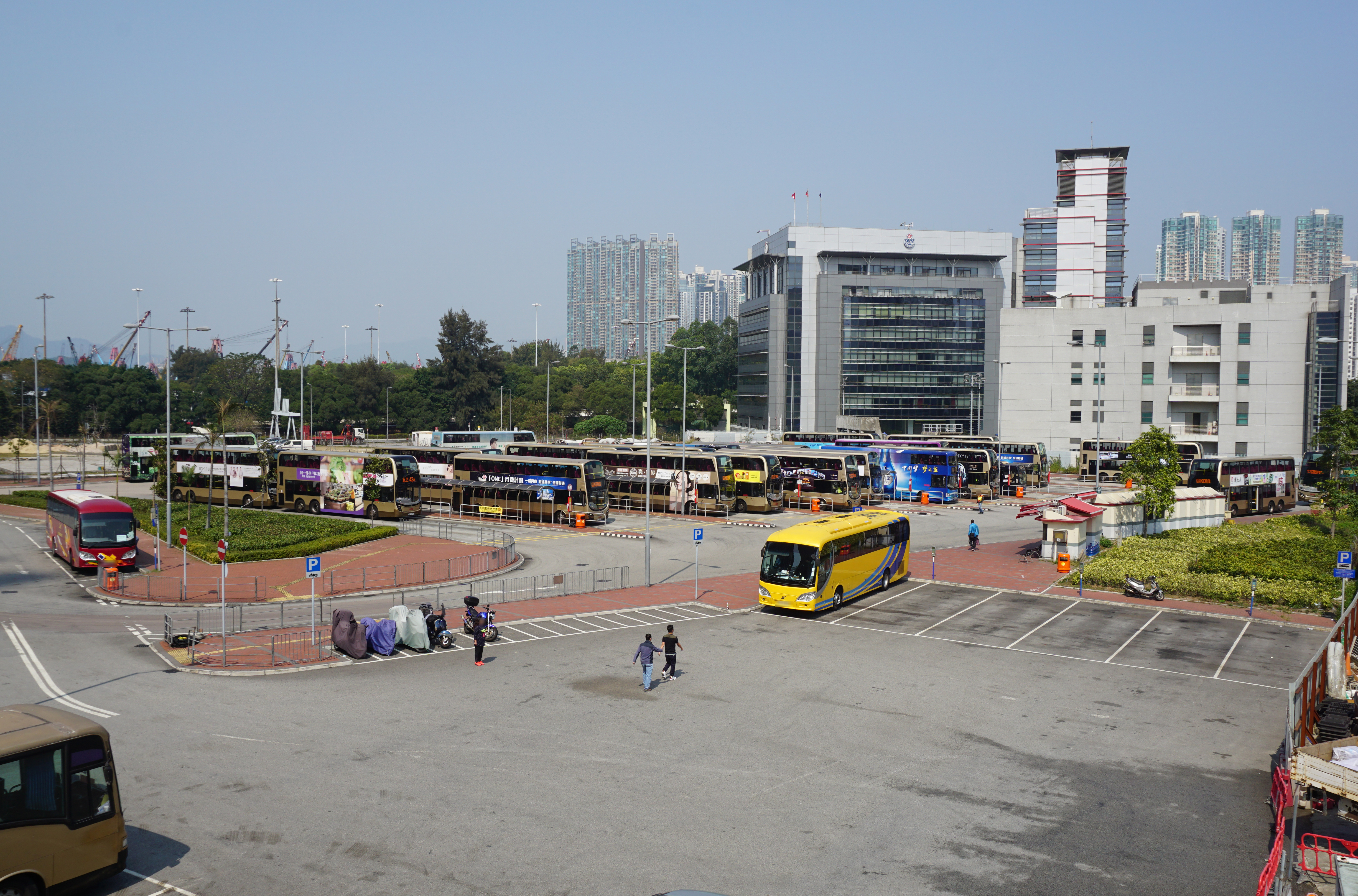
遠眺佐敦（渡華路）巴士總站

佐敦（渡華路）巴士總站（英語：Jordan（To Wah Road）Bus Terminus），是香港油尖旺區一個已關閉的巴士總站，位於西九龍填海區（佐敦西）渡華路與佐敦道交界處旁邊，毗鄰中華電力百周年變電站、消防處西九龍救援訓練中心及民眾安全服務隊總部，鄰近港鐵九龍站和九龍站商住區。
巴士總站採用平行式月台設計，設有10條車坑與候車月台，在巴士總站南面附設旅遊巴士收費錶泊車位和電單車泊車位。
官方稱渡華路巴士總站為「佐敦臨時巴士總站（渡華路）」（Jordan Temporary Bus Terminus (To Wah Road)），反映巴士總站屬臨時性質。廣深港高速鐵路通車後，在香港西九龍站北面，即現時渡華路總站對開的連翔道，設有西九龍站巴士總站連綠化平台，該總站於2018年9月16日啟用，同日起本站關閉。
至於渡華路巴士總站原有地皮，政府計劃以短期租約方式把該用地轉作臨時停車場，預料可提供約700個私家車泊車位，替代受中九龍幹線工程影響而須拆卸的油麻地停車場大廈。

## 歷史
佐敦（匯翔道）巴士總站位處廣深港高速鐵路香港西九龍站工地範圍，工程於2009年年底展開，因此匯翔道巴士總站須於12月20日起永久封閉。此站亦於當天同步啟用，原有使用匯翔道總站的八條往新界巴士路線，由當天頭班車起悉數遷往此站，九龍巴士296D線和過海隧道巴士110線則遷往九龍站。旅遊巴士收費錶泊車位和電單車泊車位於2009年12月19日下午四時起啟用，比專營巴士總站部分提早半天。
配合洪水橋洪福邨於2015年6月入伙，原有從洪元路開出的68X及268X線於6月6日雙雙遷入洪福邨公共運輸交匯處；同時68X線實施「全日分拆」，該路線的九龍總站由此站縮短至旺角（柏景灣），不再途經佐敦與油麻地，而268X則提升為全日服務，取代68X在油麻地及佐敦一段的服務。
2016年10月9日，新界節日特別路線九龍巴士70S線九龍端總站由此站遷往紅磡站，來回程改經青沙公路，去程及回程亦分別改經欽州街以東的荔枝角道及長沙灣道，不再途經窩打老道、獅子山隧道及沙田路。
九龍區街道大多以「道」字為名，以「路」字為名的道路多位於新界區，故此部分市民甚至政府誤稱渡華路為「渡華道」。
位於高鐵香港西九龍站以北的「西九龍站巴士總站」，已於2018年9月16日啟用，可是因為超強颱風山竹襲港，天文台更發出十號颶風信號，全港交通服務陷於癱瘓，因此各條設於此站的專營巴士路線實際上於9月17日才遷往上址。

## 關閉前總站路線資料

### 九龍巴士36B線
- 梨木樹 ↔ 佐敦（西九龍站）

### 九龍巴士36X線
- 梨木樹 ↔ 尖沙咀東（麼地道）

### 九龍巴士42A線
- 青衣（長亨邨） ↔ 佐敦（西九龍站）

### 九龍巴士46線
- 葵涌（麗瑤邨） ↔ 佐敦（西九龍站）

### 九龍巴士60X線
- 屯門市中心 ↔ 佐敦（西九龍站）

### 九龍巴士63X線
- 洪水橋（洪福邨） ↔ 佐敦（西九龍站）（經屯門市中心）

### 九龍巴士69X線
- 天水圍（天瑞邨） ↔ 佐敦（西九龍站）

### 九龍巴士81線
- 禾輋 ↔ 佐敦（西九龍站）

### 九龍巴士95線
- 翠林 ↔ 九龍站

### 九龍巴士268X線
- 洪水橋（洪福邨）↔ 佐敦（西九龍站）（經元朗市中心）

以上路線原於2018年9月16日遷往西九龍站巴士總站，可是因為超強颱風山竹襲港，天文台更發出十號颶風信號，全港交通服務陷於癱瘓，因此各條設於此站的專營巴士路線實際上於9月17日才遷往上址。

## 過往路線
- 九龍巴士68X線（於2015年6月6日遷往旺角（柏景灣））
- 九龍巴士70S線（於2016年10月9日遷往紅磡站）
- 九龍巴士N68線（於2010年2月14日後沒有再提供服務，但在九巴路線收費表中，仍有此路線資料。）

## 圖片集

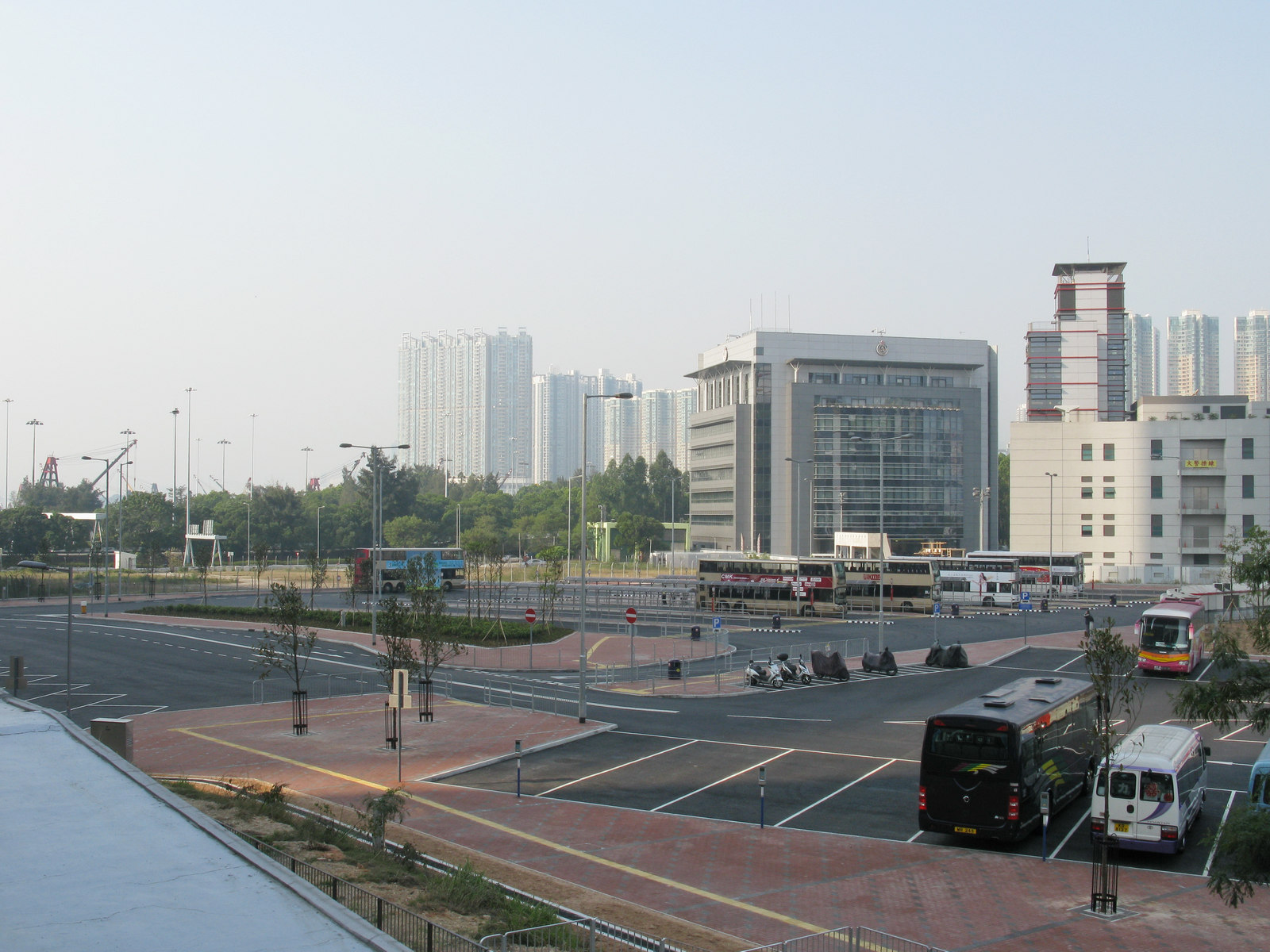
遠眺佐敦（渡華路）巴士總站（2010年）
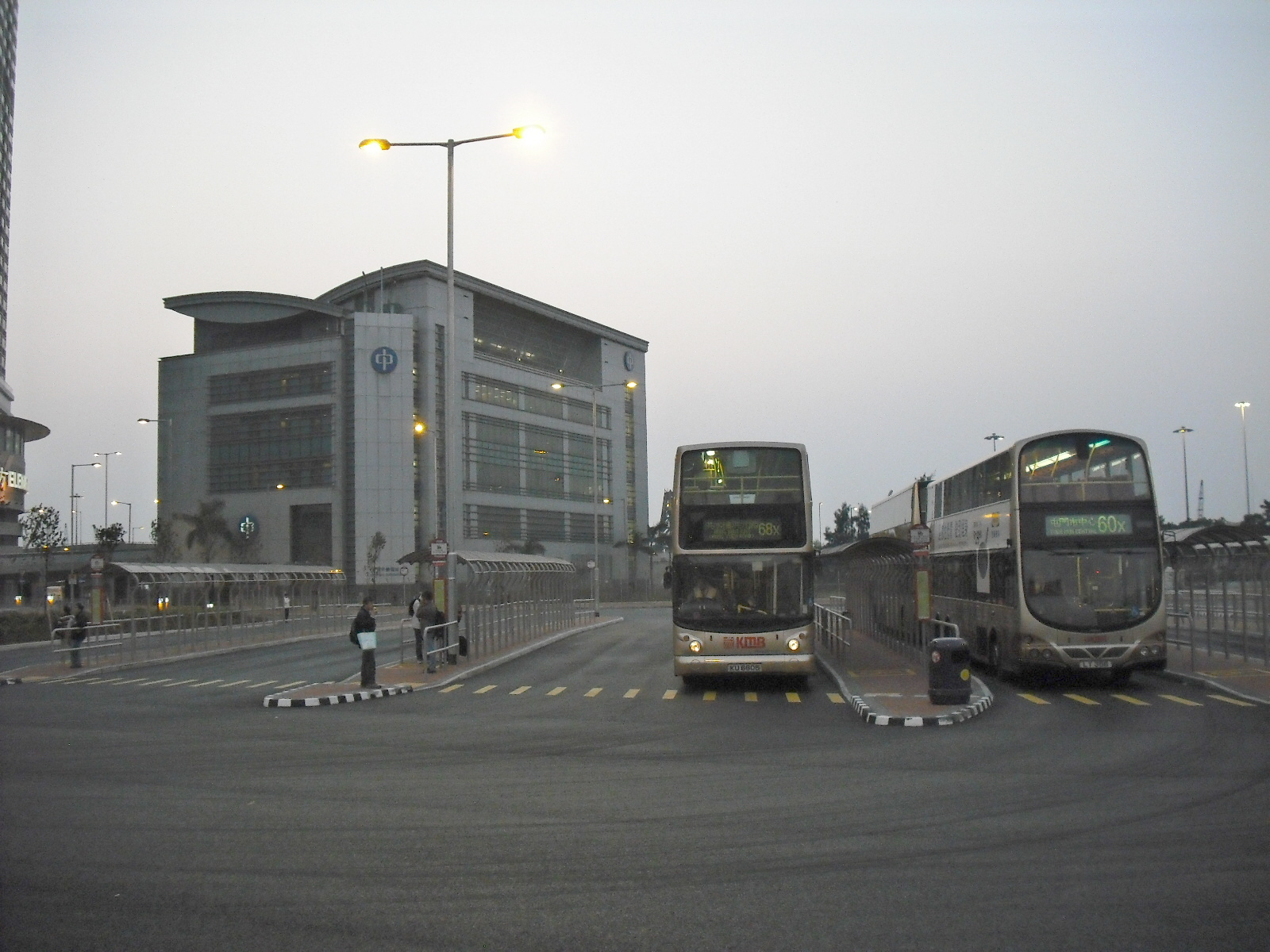
佐敦（渡華路）巴士總站候車月台
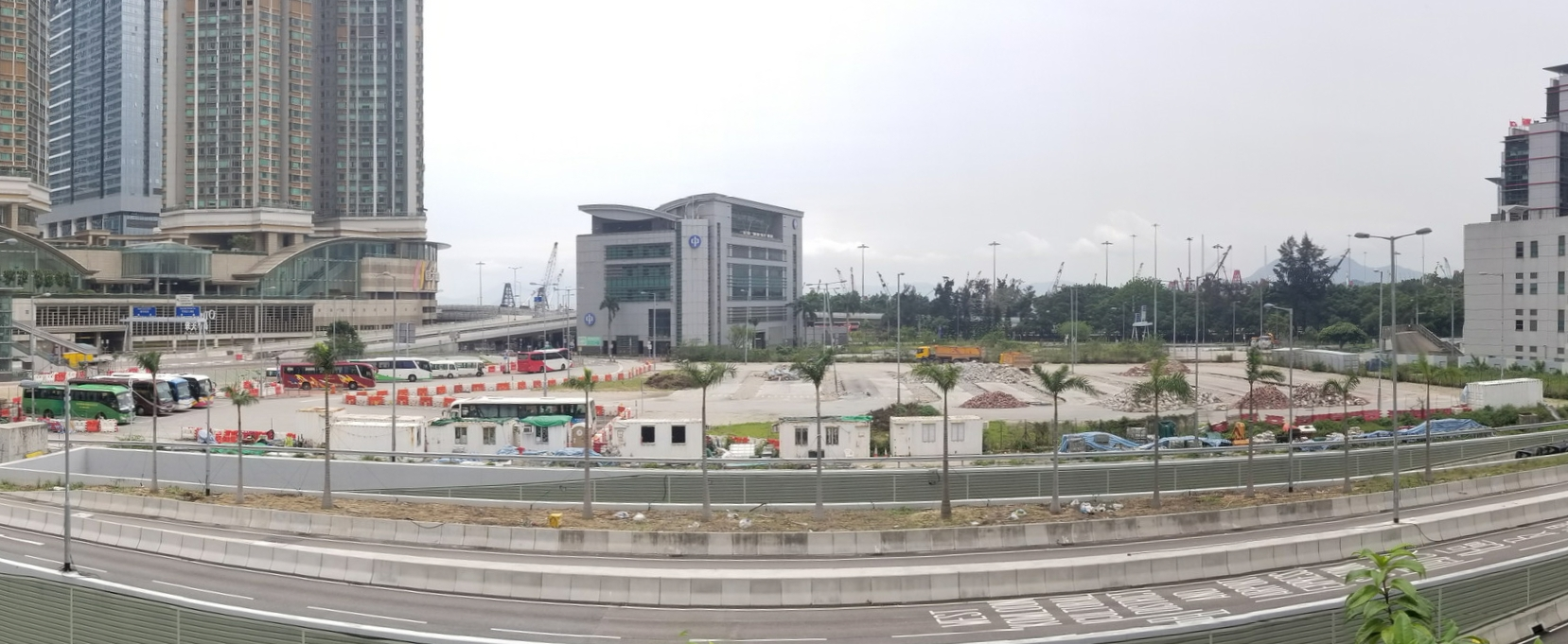
拆卸後的佐敦（渡華路）巴士總站（2019年4月）